# Крейдянка (Ізюмський район)
Крейдя́нка — село в Україні, у Балаклійському районі Харківської області. Населення становить 34 осіб. До 2020 орган місцевого самоврядування — Балаклійська міська рада.

## Географія
Село Крейдянка знаходиться за 3 км від м Балаклія. Зі сходу село оточує сосновий ліс, із заходу — річка Сіверський Донець. В окрузі багато озер.

## Історія
Біля села Крейдянка в ґрунтовому могильнику знайдена керамічні черепки, прикрашені прямими хрестами, характерними для зрубної культурно-історичної спільності (Друга половина II тис-VII ст до н. е.).
Біля села зустрічаються археологічні знахідки (зброя), які, деякі фахівці, відносять до перших зустрічей русичів з половцями 10 травня 1185 року.
1708 рік - дата заснування села. 
Село постраждало внаслідок геноциду українського народу, проведеного урядом СССР в 1932—1933 роках, кількість встановлених жертв в Лагерях, Липцях, Крейдянці та Криничному — 661 людина.
12 червня 2020 року, відповідно до Розпорядження Кабінету Міністрів України  № 725-р «Про визначення адміністративних центрів та затвердження територій територіальних громад Харківської області», увійшло до складу Балаклійської міської територіальної громади.
19 липня 2020 року, в результаті адміністративно-територіальної реформи та ліквідації Балаклійського району, село увійшло до складу новоутвореного Ізюмського району.

## Економіка
В селі і поруч знаходяться багато будинків відпочинку:
- АЗОН
- БІЛИЙ ЛЕЛЕКА
- «Зоря», база відпочинку ДП «Завод ім. В. А. Малишева»

## Також
- Перелік населених пунктів, що постраждали від Голодомору 1932-1933, Харківська область